# Беттанкур Майерс, Франсуаза
Франсуаза Беттанкур-Майерс (фр. Françoise Bettencourt Meyers; род. 10 июля 1953) — французская предпринимательница, после смерти матери Лилиан Беттанкур в сентябре 2017 получила наследство в размере 39,5 млрд долл. (среди активов — 33 % акций компании L’Oréal).
На март 2023 года с состоянием 80,5 миллиарда долларов, она является самой богатой женщиной планеты и тринадцатым по богатству человеком в мире.

В январе 2024 года Франсуаза Беттанкур стала первой женщиной в мире, чье состояние превысило 100 млрд долларов.

## Биография
Франсуаза родилась 10 июля 1953 года во французском городе Нёйи-сюр-Сен. Она единственный ребёнок Андре и Лилиан Беттанкур. Училась в католической школе. Получила ученую степень по международным отношениям евреев и христиан и изучению родословной греческой мифологии. Также она является автором пятитомного библейского исследования.
Одна из основателей «Фонда Беттанкур-Шуллера» — организации названой в честь ее деда Эжена Шуллера, основателя компании L’Oréal. Ежегодно организация выдает денежные гранты талантливым молодым ученым. Годовой бюджет организации 250 млн евро — 55 % из них идут на научные исследования и образовательные проекты, 33 % распределяется в гуманитарную и социальную сферы, а 12 % получают проекты в области культуры и искусства.
В 2008 году Франсуаза подала заявление в полицию, после того как ее мать передала 1,3 млрд долл. в виде различных активов фотографу и своему любовнику Франсуа-Мари Банье. Франсуаза обвинила Банье в эксплуатации физической или психологической слабости в целях личной выгоды. Суд завершился в 2011 году. Лилиан признали инвалидом из-за болезни Альцгеймера. Ее опекунами назначили сына и дочь.